# 1934 en Bretagne
 Chronologie de la Bretagne
- 1930
- 1931
- 1932
- 1933
- 1934
- 1935
- 1936
- 1937
- 1938

Cette page recense des événements qui se sont produits durant l'année 1934 en Bretagne.

## Société

### Faits sociétaux
- Août : Émeute dans la colonie pénitentiaire de Belle-Île, à la suite de laquelle s'évadent 55 enfants et qui inspirera à Jacques Prévert le poème Chasse à l'enfant.

### Naissance

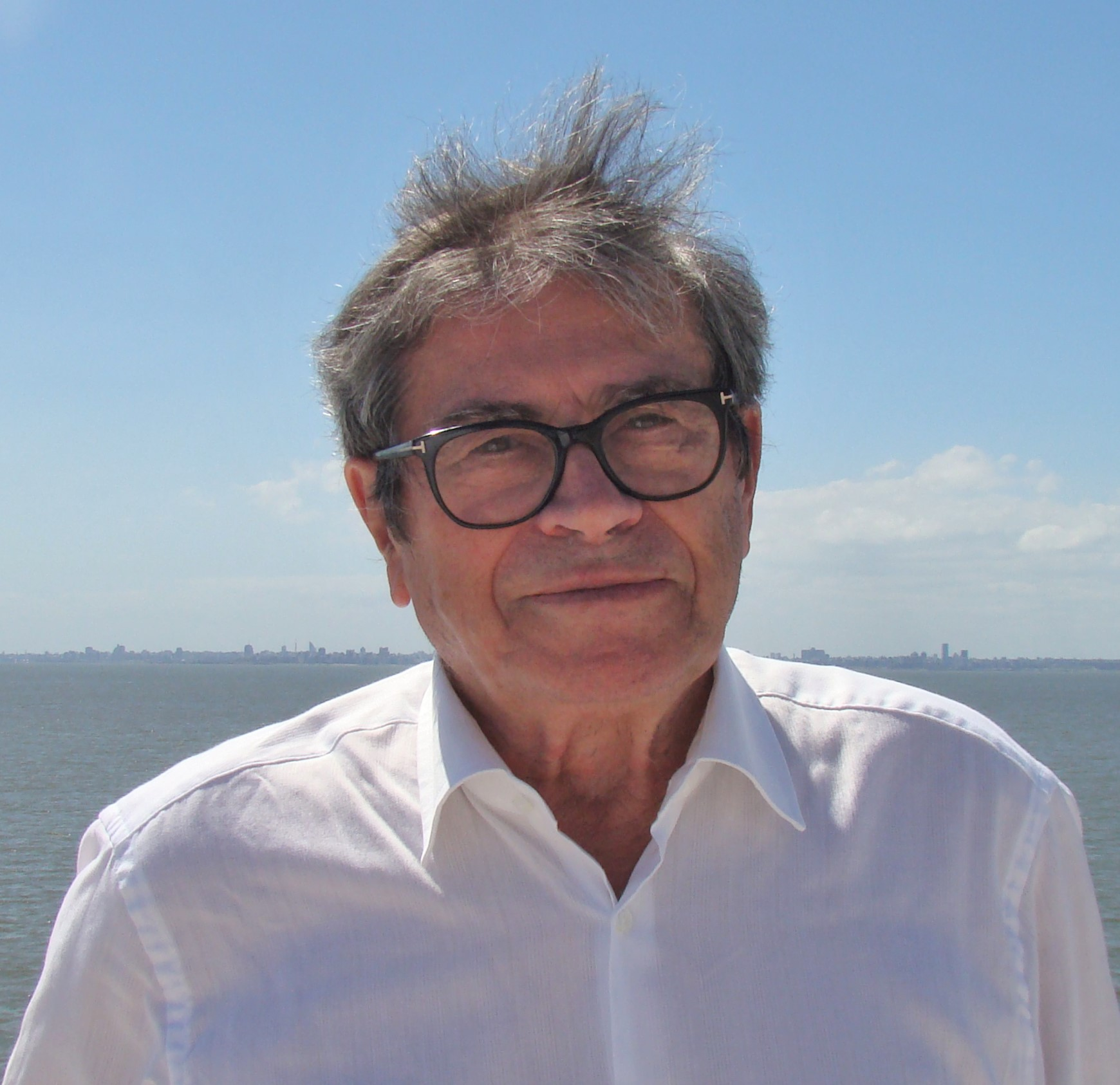
Francois Bellec

- 24 novembre à Brest : François Bellec, contre-amiral, écrivain et peintre français.

- 1er décembre à Brest : Jean Fleury, militaire français. Entré dans l'armée de l'air en 1952, pilote de chasse, chef d'état-major particulier du président de la république François Mitterrand (1987-1989), chef d'état-major de l'Armée de l'air durant la fin de la guerre froide et la guerre du Golfe (1989-1991).